# Fritz Sauer
Fritz Sauer (* 23. August 1904 in Zellerfeld; † 28. Mai 1938 in Butowo) war ein deutscher Kommunist, der Opfer der Stalinschen Säuberungen wurde.

## Leben
Sauer studierte Nationalökonomie an der Frankfurter Handelshochschule, anschließend an der Freiburger Universität und wurde Mitglied der Reichsleitung der Kommunistischen Studentenfraktion (Kostufra). 1926 machte er sein Diplom, 1929 promovierte er in Frankfurt mit der Dissertation „Wesen, Funktionen und Entwicklungstendenzen der Sozialpolitik und die Stellung der Sozialdemokratie zur Sozialpolitik bis 1914“. Er wurde Mitglied des KJVD und trat 1927 der KPD bei. Als Publizist soll Sauer 1929 auch dem Nachrichtendienst der Partei (AM-Apparat) angehört haben.
1930 ging er in die UdSSR, wo er für das Marx-Engels-Lenin-Institut (MELI) arbeitete. Im März 1931 wurde dessen Leiter, Dawid Rjasanow, im Zuge von Parteisäuberungen verhaftet und Sauer zeitweise zur Komintern versetzt. Seit 1931 in der KPdSU, wurde er dort 1933 wegen „versöhnlerischer Haltung“ gerügt, dann ausgeschlossen. Im September 1936 wurde er aus dem MELI entlassen und sofort vom NKWD verhaftet.
Fritz Sauer wurde als Opfer der Deutschen Operation des NKWD am 28. Mai 1938 in Butowo erschossen. Seine Frau Irma (1907–1974) und der gemeinsame Sohn Ernst (1934–1988) wurden nach Nowosibirsk deportiert und blieben bis zu ihrem Tode in dieser Stadt. Ernst gründete eine Familie, die mittlerweile wieder in Deutschland lebt. Fritz’ Schwester Anni Sauer (1906–1989) kam 1955 frei und ging in die DDR, wo sie als Tanzpädagogin bekannt wurde.